# Tout le monde aime la France
 (août 2012).
Si vous disposez d'ouvrages ou d'articles de référence ou si vous connaissez des sites web de qualité traitant du thème abordé ici, merci de compléter l'article en donnant les références utiles à sa vérifiabilité et en les liant à la section « Notes et références ».
Tout le monde aime la France est un jeu télévisé français présenté par Sandrine Quétier et diffusé sur TF1 en haute définition à 20 h 50 du samedi 28 juillet 2012 au 31 mai 2013.

## Diffusion
- Les premiers de chaque liste sont les capitaine.

| Émission | Date et horaire                | Équipe bleue                                                           | Équipe rouge                                                        | Gagnante     | Points | Points équipe perdante |
| -------- | ------------------------------ | ---------------------------------------------------------------------- | ------------------------------------------------------------------- | ------------ | ------ | ---------------------- |
| 1        | Samedi 28 juillet 2012 à 20H50 | Hélène Segara Valérie Bègue Jean-Luc Lemoine Catherine Laborde         | Anne Roumanoff Baptiste Giabiconi Claudia Tagbo Dove Attia          | Équipe rouge | 118    | 89 (équipe bleue)      |
| 2        | Samedi 11 août 2012 à 20H50    | Laurent Ournac Delphine Wespiser Christelle Chollet Philippe Candeloro | Patrick Bosso Willy Rovelli Élodie Gossuin Marie-Ange Nardi         | Équipe rouge | 138    | 114 (équipe bleue)     |
| 3        | Vendredi 29 mars 2013 à 23H15  | Élodie Gossuin Laurent Mariotte Frédérique Bel Christelle Chollet      | Laurent Ournac Laury Thilleman Mickaël Miro Pef.                    | Équipe rouge | ?      | ? (équipe bleue)       |
| 4        | Vendredi 26 avril 2013 à 23H15 | Élodie Gossuin Steevy Boulay Rod Janois Arnaud Gidoin                  | Laurent Ournac Malik Bentalha Cécile de Ménibus Marie-Ange Nardi    | Équipe Rouge | 79     | 62 (équipe bleue)      |
| 5        | Vendredi 17 mai 2013 à 23H15   | Élodie Gossuin Valérie Bègue Fauve Hautot Vincent Cerutti              | Laurent Ournac Isabelle Vitari Gil Alma Christelle Reboul           | Équipe rouge | 89     | 75 (équipe bleue)      |
| 6        | Vendredi 31 mai 2013 à 00H10   | Élodie Gossuin Philippe Lelièvre Natasha St-Pier Zinedine Soualem      | Laurent Ournac Marine Lorphelin Christophe Beaugrand Danièle Évenou | Équipe rouge | 67     | 57(équipe bleue)       |

## Concept
Deux équipes de célébrités se confrontent dans un jeu qui comporte des blind test, des quiz et d'autres épreuves dont les réponses sont issues de l'histoire et de la culture populaire française.

## Audiences
| Jour et horaire de diffusion   | Téléspectateurs | Parts de marché sur les 4 ans et plus | Classement des audiences de la soirée | Référence |
| ------------------------------ | --------------- | ------------------------------------- | ------------------------------------- | --------- |
| Samedi 28 juillet 2012 à 20h50 | 3 070 000       | 16,6 %                                | 1er                                   | [ 3 ]     |
| Samedi 11 août 2012 à 20h50    | 2 409 000       | 14,2 %                                | 2e                                    | [ 4 ]     |
| Vendredi 29 mars 2013 à 23h15  | 1 533 000       | 21,2 %                                | 1er                                   | [ 5 ]     |
| Vendredi 26 avril 2013 à 23h15 | 1 472 000       | 21,4 %                                | 1er                                   |           |
| Vendredi 31 mai 2013 à 00h15   | 1 100 000       | 23 %                                  | 1er                                   | [ 6 ]     |